# ممک تپه
ممک تپه مربوط به دوران‌های تاریخی پس از اسلام است و در شهرستان بوئین‌زهرا، بخش مرکزی، روستای خان آباد واقع شده و این اثر در تاریخ ۲۵ اسفند ۱۳۸۰ با شمارهٔ ثبت ۵۴۵۵ به‌عنوان یکی از آثار ملی ایران به ثبت رسیده است.